# Evè de Paros
Evè de Paros (en grec antic: Εὔηνoς, llatí: Evenus) va ser un sofista i poeta gnòmic elegíac de l'antiga Grècia, conegut principalment gràcies a les referències de Plató i Aristòtil. Va morir poc després de Sòcrates (399 aC).
Segons Plató, era un sofista, filòsof i poeta que feia classes cobrant 5 mines per cada una. La més important de la seva producció degueren ser les elegies, perquè totes les citacions que ens n'han arribat pertanyen a aquest gènere. Els fragments mostren que pertanyia als darrers estadis de l'elegia antiga, quan el gènere s'acostà a la prosa sofística.
Moltes de les seves elegies passaren a fer part d'antologies posteriors, entre les quals el corpus de Teognis. A l'Antologia grega figuren diversos poemes atribuïts a poetes de nom Evè, i es fa molt difícil d'escatir a qui pertanyen, si a Evè de Paros, o a un altre poeta epigramàtic, anomenat sovint Evè d'Ascaló. Eratòstenes considerà que sota el nom d'Evè de Paros s'amagaven dos poetes, un de més antic i un de més recent, però el més raonable és pensar en l'existència d'un sol Evè de Paros, a més d'un poeta més recent que signà també com a Evè, convencionalment anomenat Evè d'Ascaló.
Una famosa dita atribuïda a Evè de Paros és:

«ἢ δέος ἢ λύπη παῖς πατρὶ πάντα χρόνον 
(Un fill és sempre un terror o un dolor per a un pare.)» 